# فقط برای من
«فقط برای من» (به انگلیسی: Just for Me) ترانه‌ای از خوانندهٔ انگلیسی پینک‌پانترس می‌باشد که در ۱۳ اوت سال ۲۰۲۱ از سوی پارلفون و الکترا به‌عنوان چهارمین تک‌آهنگ از نخستین میکس‌تیپ وی تحت عنوان به درک منتشر گردید. همچنین این ترانه دنبالهٔ معنوی اثر دیگری از همین خواننده تحت نام «درد» است و پینک‌پانترس در آن درمورد علاقهٔ شدید و ناسالم خود برای یک کراش می‌خواند.